# Club échangiste
 (décembre 2022).
 (mai 2014).

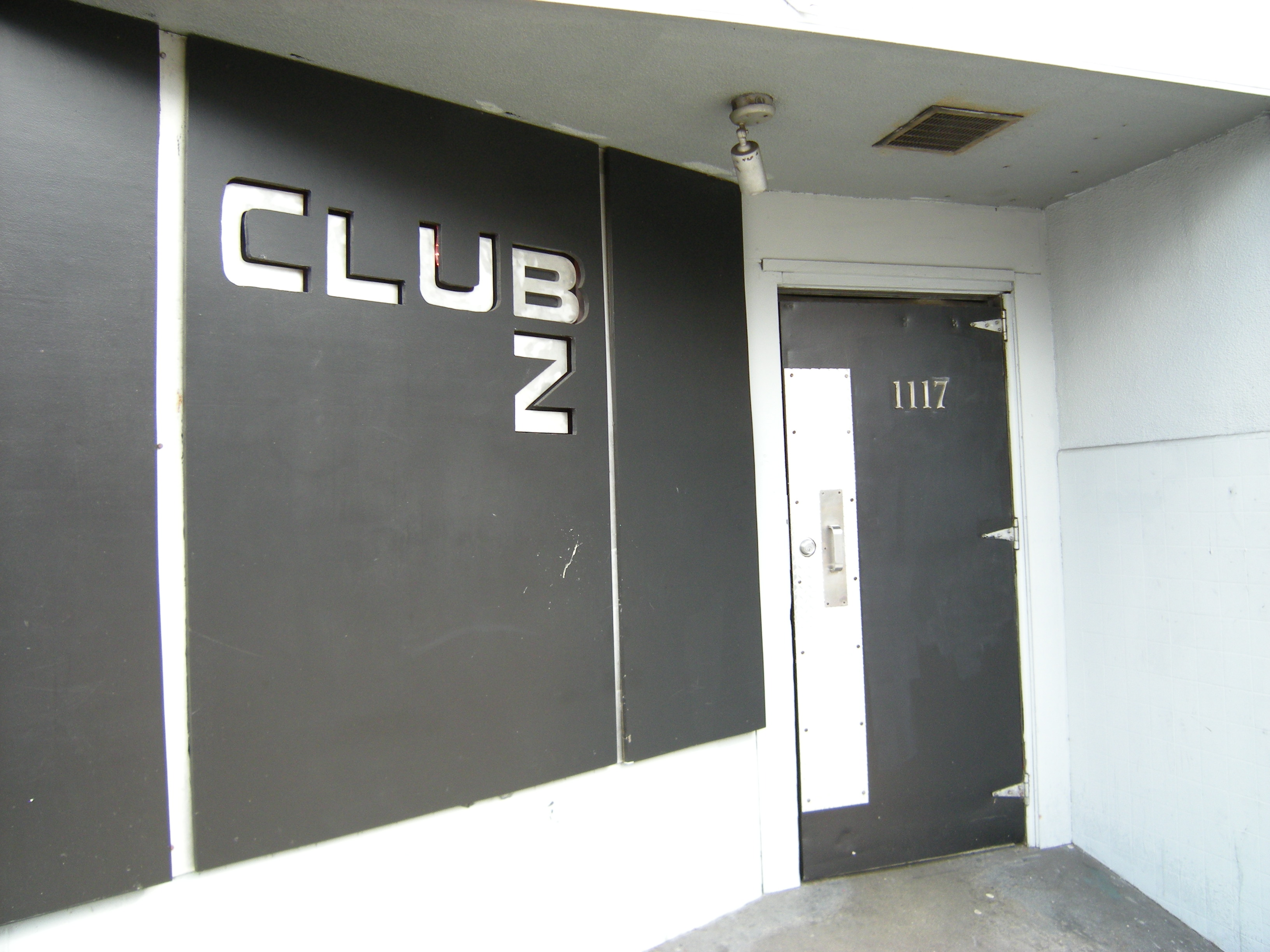
Entrée d’un club-balnéo gay à Seattle.

Le club échangiste (autrement désigné comme « club libertin » ou « boîte de nuit échangiste »), tout comme le « sauna libertin », est un lieu de rencontre privé destiné à la sexualité de groupe entre partenaires majeurs et consentants. Intégrant le plus souvent les pratiques sexuelles issues de l’échangisme, les clients ont pour principal but de partager des plaisirs de courte durée, tout en sortant de leurs habitudes et en évitant ainsi des relations suivies ou indiscrètes. Quelques clients fréquentent également ces endroits pour s'y amuser dans une « ambiance décontractée » sans pour autant aller jusqu’à rechercher des rapports sexuels.
Parfois influencés par certaines pratiques homosexuelles (sauna, backroom, BDSM), beaucoup de ces clubs paraissent désormais plus proches des boîtes de nuit et donc plus fréquentables que ne l’étaient les lupanars.

## Diversité des clubs dans le monde
Longtemps secrète, la pratique sexuelle de l’échangisme est aujourd'hui mieux tolérée et s’ouvre à d’autres alternatives que le « troc des femmes » qui se substituait à la prostitution et se faisait à l’unique initiative des hommes. Longtemps prohibée comme d’autres pratiques sexuelles minoritaires, les échangistes se retrouvent encore sur des sites extérieurs où il règne une certaine confusion avec la drague des gays, la prostitution et les organisations liées à la pornographie, et parfois même à la drogue. Cet amalgame dans les lieux publics (forêts, plages, etc.) se retrouve rarement dans les clubs privés.

### En Amérique du Nord
Aux États-Unis ou au Canada, ces clubs accueillent les échangistes et ce style de vie apparait non seulement comme une distraction sexuelle mais aussi comme une activité sociale tournée vers l’idée de réseau. Des organisations de type association se chargent de trouver les lieux échangistes en louant un bar ou une boîte de nuit une ou deux fois par semaine pour leurs membres. Ces locations peuvent se faire dans les banlieues ou les grands espaces industriels qui resteraient autrement fermés ou vides quand les bureaux ferment pour la fin de semaine.
Une fois que les membres du club ont réservé un établissement, s’organisent alors des soirées « on-premise » ou « off-premise » - suivant que l’on autorise les activités sexuelles « sur place » (dans un coin de l’établissement réservé uniquement aux membres du club) ou qu’elles se passent « en dehors », le lieu ne servant alors qu’aux rencontres des partenaires sans aller jusqu’aux rapports sexuels. Quelle que soit la situation, ces soirées sont souvent réservées aux couples et tolèrent uniquement les femmes seules, mais beaucoup plus rarement les hommes seuls qui paient des frais d'adhésion beaucoup plus élevés.
R. c. Labaye est un arrêt de principe de la Cour suprême du Canada rendu en 2005 sur l'indécence en droit pénal et concernant la légalité des clubs échangistes.

### En Europe
Dans les pays européens, essentiellement du nord de l'Europe où ces pratiques sont plus répandues, ces clubs sont dédiés en permanence à l'échangisme. Contrairement à l’Amérique du Nord, ces clubs ne sont pas des lieux provisoirement réservés à des rencontres multiples mais bien des endroits où des individus partagent sur place des activités sexuelles.
La France a adopté une législation suffisamment souple pour ne plus confondre le proxénétisme avec la gestion d’un club échangiste et, depuis une dizaine d’années, les ouvertures d’établissements de loisirs sexuels se multiplient (article 225 du Code pénal). La France regroupe ainsi la majorité des clubs européens qui sont évalués à un demi-millier ; le site du Cap d’Agde peut même être considéré comme la capitale européenne du sexe avec sa cinquantaine de boutiques, restaurants, bars, clubs ou saunas spécialisés. Les pratiques sur ce site sont strictement réservées aux « adultes consentants » et n’intègrent pas des phénomènes comme la prostitution d’adolescents ou d’enfants à l’origine du tourisme sexuel dans certains pays d’Afrique, des Caraïbes, d’Asie, de l’est de l’Europe ou d’Amérique du Sud.

## Organisation des clubs

### L’ambiance et la clientèle
Au même titre que d'autres clubs privés, les clubs échangistes ont des ambiances et des usages assez variables suivant la volonté et l’imaginaire du responsable de l’établissement : certains se fondent sur un élitisme financier et/ou physique, d’autres se veulent au contraire plus populaires. La plupart des clubs conservent cependant les schémas culturels de la boîte de nuit et de la pornographie avec des spectacles et équipements évoquant les vidéos pornographiques - d’autres se saisissent d’ambiances plus intimes (« lounge » bar, balnéothérapie), voire tantrisme ou BDSM se rattachant ponctuellement à la culture gay.
Les clubs se différencient par leur qualité de prestations, leur surface, leur lieu d'implantation, leur hygiène, et bien entendu les prix d’entrée qui vont majoritairement déterminer le type de clientèle (différenciation des tarifs pour femme, couple, homme). Les plus grands établissements accueillent des centaines de personnes le samedi soir, alors que de nombreux petits clubs sont plutôt réservés aux habitués. Si le nombre de clients indique un « choix » plus important, il n’est pas nécessairement dit qu’il y a plus d‘activités.

### L’organisation des espaces
Les clubs échangistes sont totalement conçus pour les pratiques tournant autour de la sexualité de groupe. Ils se divisent généralement en deux espaces : les premiers favorisant un premier contact de rencontre (« lounge », bar, piste de danse, restaurant) ou une approche plus ciblée (salon de massage, bains, douches, sauna, jacuzzi…), et les seconds destinés aux activités sexuelles (alcôves, isoloirs, chambres).
Dans ce dernier espace, parfois surnommé « coin câlin », on découvre le long de couloirs assez sombres des pièces (ouvertes ou fermées) équipées pour des relations sexuelles sur un sofa ou un lit avec matelas couverts de skaï ou de draps. Ces « cellules » sont plus ou moins grandes et peuvent disposer de différents équipements, parfois de fenêtres (donnant sur les couloirs), des glory holes, des miroirs, des croix de Saint-André et diverses machines se rattachant aux clichés du sado-masochisme. La mise à disposition de préservatifs dans ces pièces est un gage de qualité pour l’établissement.

### Le sauna libertin
Le sauna libertin est un lieu également destiné à la rencontre dans le but d'avoir des relations sexuelles. Ils se composent généralement de jacuzzi, hammam, sauna, douche et coins câlins. Généralement, les vêtements ne sont pas tolérés mais un peignoir est fourni ou selon les établissements, simple serviette pour homme et paréo pour femme.

### Les usages et le consentement
En général, les règles de base dans ces clubs reposent sur le consentement réciproque - condition sine qua non de la légalité de l’établissement. On trouvera donc des restrictions et un règlement intérieur à respecter impérativement sous peine d'être expulsé :
- l'interdiction des attouchements sans consentement (signe de tête, regard, geste) ;
- la compréhension des refus verbaux (« non veut dire non ») sans avoir à se justifier ;
- le port systématique du préservatif (en général distribué gratuitement) ;
- l'interdiction de la prostitution et de la drogue (cause de fermeture d’un club) ;
- la discrétion — ou l’anonymat.